# Parti de la démocratie
Pour les articles homonymes, voir DEP.
Le Parti de la démocratie (en turc : Demokrasi Partisi, abrégé en DEP) est un parti politique de Turquie, considéré comme pro-kurde. Fondé le 7 mai 1993, il est dissous 16 juin 1994. Il succède au Parti du travail du peuple (HEP), qui est dissous en juillet 1993.

## Histoire

### Fondation
Le parti est fondé en mai 1993 par des membres du Parti du travail du peuple (HEP), alors sous le coup d'une procédure d'interdiction, qui deviendra effective en juillet 1993. Son président est Yașar Kaya et son secrétaire général Ibrahim Aksoy.

### Le deuxième parti kurde légal
Il devient le deuxième parti kurde légal représenté à l'Assemblée nationale dans l'histoire de la Turquie. Parmi ses membres les plus connus, on dénombre Leyla Zana, Mahmut Alınak, Hatip Dicle, Orhan Doğan, Ahmet Türk, Sırrı Sakık, Zübeyir Aydar, Selim Sadak. Le parti, comme l'a été son prédécesseur le HEP, est régulièrement accusé par le gouvernement turc de soutenir le Parti des travailleurs du Kurdistan. Ses adhérents se retrouvent harcelés, voire agressés de diverses manières par les forces armées de l'État et ses supplétifs. En septembre 1993, dans la ville de Batman, un de ses députés, Mehmet Ali Sincar, est assassiné par, selon toute probabilité, des unités spéciales de la gendarmerie.
Le 23 février 1994, à la suite d'une vague d'arrestations, de menaces diverses et d'autres assassinats 
« non élucidés » , le parti décide de ne pas présenter de candidats aux élections municipales du 27 mars 1994.

### Procédures judiciaires, arrestations et dissolution
En mars 1994, six députés et un ancien député du DEP sont mis en garde en vue immédiatement après que la Grande Assemblée a voté la levée de leur immunité parlementaire. Il s'agit de Hatip Dicle, député de Diyarbakır, d'Orhan Doğan (Şırnak), arrêtés le mercredi 2, et de Selim Sadak, Sırrı Sakık, Ahmet Türk et Leyla Zana ainsi que de Mahmut Alınak, démissionnaire du DEP, arrêtés le vendredi 4 en raison de leurs prises de position pro-kurdes, assimilées à du soutien à une organisation « terroriste ». Le 17 mars, ils sont placés en détention, à l'exception de Selim Sadak qui les y rejoint le 1er juillet 1994. Leur procès commence début août, et en décembre, quatre d'entre eux (Hatip Dicle, Leyla Zana, Orhan Doğan et Selim Sadak) sont condamnés à 15 ans de prison. Dans l'acte d'accusation, il est notamment précisé que : 

« Le fait que les accusés appellent l'État turc, selon leur expression, à rechercher une solution politique dans un climat de liberté et de démocratie est un crime. Cela est un crime et montre en même temps que les accusés font partie du PKK. »

 La décision est déclarée arbitraire par le groupe de travail de l'ONU sur les détentions arbitraires Les députés passent 10 ans en détention avant que leurs condamnations ne soient finalement annulées en 2004 par la cour d'appel suprême de Turquie.
L'immunité de huit autres députés de ce parti est levée le 16 juin 1994 par le tribunal constitutionnel, qui dissout le parti le même jour. Trois autres députés préfèrent l'exil pour échapper à l'emprisonnement en demandant l'asile politique en Europe. Ils rejoindront le Parlement du Kurdistan en exil (PKDW).
En 2002, la Cour européenne des droits de l'homme juge que la dissolution du DEP a été contraire à l'article 11 sur la liberté d'association de la Convention européenne des droits de l'homme.

## Postérité
La succession du DEP sera assumée, dans l'espace politique turc, par le Halkın Demokrasi Partisi ou HADEP (Parti de la démocratie du peuple), qui sera fondé le 11 mai 1994.